# Palpares dispar
Palpares dispar is een insect uit de familie van de mierenleeuwen (Myrmeleontidae), die tot de orde netvleugeligen (Neuroptera) behoort. 
Palpares dispar is voor het eerst wetenschappelijk beschreven door Navás in 1912.